# Luka Žagar
Luka Žagar (* 25. Juni 1978 in Ljubljana, SR Slowenien) ist ein ehemaliger slowenisch-kroatischer Eishockeyspieler, der in seiner aktiven Zeit von 1994 bis 2010 unter anderem für den HK Jesenice und den KHL Medveščak Zagreb in der Österreichischen Eishockey-Liga gespielt hat.

## Karriere
Luka Žagar begann seine Karriere als Eishockeyspieler in der Nachwuchsabteilung des HDD Olimpija Ljubljana in seiner Heimatstadt, für dessen Profimannschaft er von 1994 bis 1999 in der Slowenischen Eishockeyliga aktiv war. In jedem seiner ersten fünf Karrierejahre gewann er dabei mit seiner Mannschaft den Meistertitel. Anschließend spielte der Flügelspieler zwei Jahre lang für den Stadtnachbarn HK Slavija Ljubljana, ehe er zu Olimpija zurückkehrte. Mit den Hauptstädtern wurde er 2002, 2003 und 2004 erneut drei Mal in Folge Meister. Parallel nahm er mit seinem Team an der multinationalen Interliga teil, die man in der Saison 2001/02 gewinnen konnte. 
Von 2004 bis 2008 stand Žagar beim HK Jesenice unter Vertrag, mit dem er in den Jahren 2005, 2006 und 2008 ebenfalls slowenischer Meister wurde. Zudem war er mit den Slowenen in der Interliga 2005 und 2006 erfolgreich. Beim Gewinn der Interliga-B-Gruppe 2007 stand er jedoch in keinem Spiel auf dem Eis. Die Playoffs der slowenischen Liga in der Saison 2006/07 beendete er zudem bei seinem Ex-Club HK Slavija Ljubljana. Zur Saison 2008/09 wechselte der slowenische Nationalspieler zum KHL Medveščak Zagreb, bei dem er aufgrund seiner doppelten Staatsbürgerschaft nicht unter das Ausländer-Kontingent fiel. Für Medveščak lief er parallel in der slowenischen Eishockeyliga und der kroatischen Eishockeyliga auf und wurde mit der Mannschaft in den Playoffs auf Anhieb Kroatischer Meister. Nach der Aufnahme Medveščak in die Österreichische Eishockey-Liga zur Saison 2009/10 gab er in 14 Spielen zwei Vorlagen. Zudem absolvierte er zwei Spiele für dessen zweite Mannschaft in der Slohokej Liga. Anschließend beendete er seine Karriere im Alter von 32 Jahren.                           

### International
Für Slowenien nahm Žagar im Juniorenbereich an den U18-Junioren-C-Europameisterschaften 1995 und 1996 sowie den U20-Junioren-Weltmeisterschaften 1996 und 1997 teil. Im Seniorenbereich stand er im Aufgebot seines Landes bei den B-Weltmeisterschaften 2000 und 2004 sowie bei den A-Weltmeisterschaften 2002, 2003, 2005 und 2006.

## Erfolge und Auszeichnungen
| - 1995 Slowenischer Meister mit HDD Olimpija Ljubljana - 1996 Slowenischer Meister mit HDD Olimpija Ljubljana - 1997 Slowenischer Meister mit HDD Olimpija Ljubljana - 1998 Slowenischer Meister mit HDD Olimpija Ljubljana - 1999 Slowenischer Meister mit HDD Olimpija Ljubljana - 2002 Slowenischer Meister mit HDD Olimpija Ljubljana - 2002 Interliga-Gewinn mit HDD Olimpija Ljubljana - 2003 Slowenischer Meister mit HDD Olimpija Ljubljana | - 2004 Slowenischer Meister mit HDD Olimpija Ljubljana - 2005 Slowenischer Meister mit dem HK Jesenice - 2005 Interliga-Gewinn mit dem HK Jesenice - 2006 Slowenischer Meister mit dem HK Jesenice - 2006 Interliga-Gewinn mit dem HK Jesenice - 2008 Slowenischer Meister mit dem HK Jesenice - 2009 Kroatischer Meister mit dem KHL Medveščak Zagreb - 2009 Bester Vorlagengeber der Slowenischen Eishockeyliga |

### International
- 2004 Aufstieg in die Top-Division bei der Weltmeisterschaft der Division I